# Eric Davis (calciatore 1991)
Eric Javier Davis Grajales (Colón, 31 marzo 1991) è un calciatore panamense, difensore del Vila Nova e della nazionale panamense.

## Carriera

### Nazionale
Viene convocato per la Copa América Centenario del 2016, ma non può parteciparvi per infortunio e viene sostituito da Miguel Camargo.
Ha poi partecipato al primo (e storico) Mondiale giocato dalla selezione panamense nel 2018 in Russia, in cui ha disputato 2 delle 3 partite della squadra centroamericana eliminata al primo turno

## Statistiche

### Cronologia presenze e reti in nazionale
| Cronologia completa delle presenze e delle reti in nazionale ― Panama | Cronologia completa delle presenze e delle reti in nazionale ― Panama | Cronologia completa delle presenze e delle reti in nazionale ― Panama | Cronologia completa delle presenze e delle reti in nazionale ― Panama | Cronologia completa delle presenze e delle reti in nazionale ― Panama | Cronologia completa delle presenze e delle reti in nazionale ― Panama | Cronologia completa delle presenze e delle reti in nazionale ― Panama | Cronologia completa delle presenze e delle reti in nazionale ― Panama |
| Data                                                                  | Città                                                                 | In casa                                                               | Risultato                                                             | Ospiti                                                                | Competizione                                                          | Reti                                                                  | Note                                                                  |
| --------------------------------------------------------------------- | --------------------------------------------------------------------- | --------------------------------------------------------------------- | --------------------------------------------------------------------- | --------------------------------------------------------------------- | --------------------------------------------------------------------- | --------------------------------------------------------------------- | --------------------------------------------------------------------- |
| 11-8-2010                                                             | Panama                                                                | Panama                                                                | 3 – 1                                                                 | Venezuela                                                             | Amichevole                                                            | -                                                                     | 60’                                                                   |
| 18-11-2010                                                            | Panama                                                                | Panama                                                                | 2 – 0                                                                 | Honduras                                                              | Amichevole                                                            | -                                                                     | 70’                                                                   |
| 19-12-2010                                                            | San Pedro Sula                                                        | Honduras                                                              | 2 – 1                                                                 | Panama                                                                | Amichevole                                                            | -                                                                     | 46’                                                                   |
| 13-1-2011                                                             | Panama                                                                | Panama                                                                | 2 – 0                                                                 | Belize                                                                | Coppa centroamericana 2011 - 1º turno                                 | -                                                                     |                                                                       |
| 15-1-2011                                                             | Panama                                                                | Panama                                                                | 2 – 0                                                                 | Nicaragua                                                             | Coppa centroamericana 2011 - 1º turno                                 | -                                                                     | 75’                                                                   |
| 21-1-2011                                                             | Panama                                                                | Panama                                                                | 1 – 1 dts (2 – 4 dtr)                                                 | Costa Rica                                                            | Coppa centroamericana 2011 - Semifinale                               | -                                                                     | 69’                                                                   |
| 23-1-2011                                                             | Panama                                                                | Panama                                                                | 0 – 0 dts (5 – 4 dtr)                                                 | El Salvador                                                           | Coppa centroamericana 2011 - Finale 3º posto                          | -                                                                     | 23’                                                                   |
| 8-2-2011                                                              | Moquegua                                                              | Perù                                                                  | 1 – 0                                                                 | Panama                                                                | Amichevole                                                            | -                                                                     |                                                                       |
| 29-5-2011                                                             | Panama                                                                | Panama                                                                | 2 – 0                                                                 | Grenada                                                               | Amichevole                                                            | -                                                                     |                                                                       |
| 15-6-2011                                                             | Kansas City                                                           | Canada                                                                | 1 – 1                                                                 | Panama                                                                | Gold Cup 2011 - 1º turno                                              | -                                                                     |                                                                       |
| 8-10-2011                                                             | Roseau                                                                | Dominica                                                              | 0 – 5                                                                 | Panama                                                                | Qual. Mondiali 2014                                                   | -                                                                     |                                                                       |
| 29-2-2012                                                             | Asunción                                                              | Paraguay                                                              | 1 – 0                                                                 | Panama                                                                | Amichevole                                                            | -                                                                     |                                                                       |
| 21-8-2014                                                             | Panama                                                                | Panama                                                                | 4 – 0                                                                 | Cuba                                                                  | Amichevole                                                            | -                                                                     | 46’                                                                   |
| 7-9-2014                                                              | Dallas                                                                | Costa Rica                                                            | 2 – 2                                                                 | Panama                                                                | Coppa centroamericana 2014 - 1º turno                                 | -                                                                     |                                                                       |
| 11-9-2014                                                             | Houston                                                               | Nicaragua                                                             | 0 – 2                                                                 | Panama                                                                | Coppa centroamericana 2014 - 1º turno                                 | -                                                                     |                                                                       |
| 14-9-2014                                                             | Los Angeles                                                           | El Salvador                                                           | 0 – 1                                                                 | Panama                                                                | Coppa centroamericana 2014 - Finale 3º posto                          | -                                                                     | 87’                                                                   |
| 8-2-2015                                                              | Carson                                                                | Stati Uniti                                                           | 2 – 0                                                                 | Panama                                                                | Amichevole                                                            | -                                                                     |                                                                       |
| 4-6-2015                                                              | Panama                                                                | Panama                                                                | 1 – 1                                                                 | Ecuador                                                               | Amichevole                                                            | -                                                                     | 46’                                                                   |
| 6-6-2015                                                              | Guayaquil                                                             | Ecuador                                                               | 4 – 0                                                                 | Panama                                                                | Amichevole                                                            | -                                                                     | 68’                                                                   |
| 13-7-2015                                                             | Kansas City                                                           | Stati Uniti                                                           | 1 – 1                                                                 | Panama                                                                | Gold Cup 2015 - 1º turno                                              | -                                                                     |                                                                       |
| 19-7-2015                                                             | East Rutherford                                                       | Trinidad e Tobago                                                     | 1 – 1 dts (5 – 6 dtr)                                                 | Panama                                                                | Gold Cup 2015 - Quarti di finale                                      | -                                                                     |                                                                       |
| 23-7-2015                                                             | Atlanta                                                               | Panama                                                                | 1 – 2 dts                                                             | Messico                                                               | Gold Cup 2015 - Semifinale                                            | -                                                                     |                                                                       |
| 25-7-2015                                                             | Chester                                                               | Stati Uniti                                                           | 1 – 1 dts (2 – 3 dtr)                                                 | Panama                                                                | Gold Cup 2015 - Finale 3º posto                                       | -                                                                     |                                                                       |
| 9-10-2015                                                             | Panama                                                                | Panama                                                                | 1 – 2                                                                 | Trinidad e Tobago                                                     | Amichevole                                                            | -                                                                     | 62’                                                                   |
| 14-10-2015                                                            | Toluca                                                                | Messico                                                               | 1 – 0                                                                 | Panama                                                                | Amichevole                                                            | -                                                                     | 79’                                                                   |
| 18-11-2015                                                            | Panama                                                                | Panama                                                                | 1 – 2                                                                 | Costa Rica                                                            | Qual. Mondiali 2018                                                   | -                                                                     | 69’                                                                   |
| 9-1-2016                                                              | Panama                                                                | Panama                                                                | 4 – 0                                                                 | Cuba                                                                  | Play-off Copa América Centenario                                      | -                                                                     |                                                                       |
| 29-3-2016                                                             | Panama                                                                | Panama                                                                | 1 – 0                                                                 | Haiti                                                                 | Qual. Mondiali 2018                                                   | -                                                                     | 70’                                                                   |
| 13-1-2017                                                             | Panama                                                                | Panama                                                                | 0 – 0                                                                 | Belize                                                                | Coppa centroamericana 2017 - 1º turno                                 | -                                                                     | 70’                                                                   |
| 15-1-2017                                                             | Panama                                                                | Panama                                                                | 2 – 1                                                                 | Nicaragua                                                             | Coppa centroamericana 2017 - 1º turno                                 | -                                                                     |                                                                       |
| 17-1-2017                                                             | Panama                                                                | Panama                                                                | 0 – 1                                                                 | Honduras                                                              | Coppa centroamericana 2017 - 1º turno                                 | -                                                                     | 70’                                                                   |
| 20-1-2017                                                             | Panama                                                                | Panama                                                                | 1 – 0                                                                 | El Salvador                                                           | Coppa centroamericana 2017 - 1º turno                                 | -                                                                     |                                                                       |
| 14-6-2017                                                             | Panama                                                                | Panama                                                                | 2 – 2                                                                 | Honduras                                                              | Qual. Mondiali 2018                                                   | -                                                                     | 75’                                                                   |
| 13-7-2017                                                             | Tampa                                                                 | Panama                                                                | 2 – 1                                                                 | Nicaragua                                                             | Gold Cup 2017 - 1º turno                                              | -                                                                     |                                                                       |
| 2-9-2017                                                              | Città del Messico                                                     | Messico                                                               | 1 – 0                                                                 | Panama                                                                | Qual. Mondiali 2018                                                   | -                                                                     | 28’                                                                   |
| 9-11-2017                                                             | Graz                                                                  | Iran                                                                  | 2 – 1                                                                 | Panama                                                                | Amichevole                                                            | -                                                                     |                                                                       |
| 22-3-2018                                                             | Brøndby                                                               | Danimarca                                                             | 1 – 0                                                                 | Panama                                                                | Amichevole                                                            | -                                                                     |                                                                       |
| 6-6-2018                                                              | Oslo                                                                  | Norvegia                                                              | 1 – 0                                                                 | Panama                                                                | Amichevole                                                            | -                                                                     |                                                                       |
| 18-6-2018                                                             | Soči                                                                  | Belgio                                                                | 3 – 0                                                                 | Panama                                                                | Mondiali 2018 - 1º turno                                              | -                                                                     | 18’                                                                   |
| 24-6-2018                                                             | Nižnij Novgorod                                                       | Inghilterra                                                           | 6 – 1                                                                 | Panama                                                                | Mondiali 2018 - 1º turno                                              | -                                                                     |                                                                       |
| 12-10-2018                                                            | Niigata                                                               | Giappone                                                              | 3 – 0                                                                 | Panama                                                                | Amichevole                                                            | -                                                                     |                                                                       |
| 16-10-2018                                                            | Cheonan                                                               | Corea del Sud                                                         | 2 – 2                                                                 | Panama                                                                | Amichevole                                                            | -                                                                     | 68’                                                                   |
| 16-11-2018                                                            | Tegucigalpa                                                           | Honduras                                                              | 1 – 0                                                                 | Panama                                                                | Amichevole                                                            | -                                                                     | 72’                                                                   |
| 20-11-2018                                                            | Panama                                                                | Panama                                                                | 1 – 2                                                                 | Ecuador                                                               | Amichevole                                                            | -                                                                     |                                                                       |
| 23-3-2019                                                             | Porto                                                                 | Brasile                                                               | 1 – 1                                                                 | Panama                                                                | Amichevole                                                            | -                                                                     |                                                                       |
| 4-6-2019                                                              | Bogotà                                                                | Colombia                                                              | 3 – 0                                                                 | Panama                                                                | Amichevole                                                            | -                                                                     | 56’                                                                   |
| 19-6-2019                                                             | Saint Paul                                                            | Panama                                                                | 2 – 0                                                                 | Trinidad e Tobago                                                     | Gold Cup 2019 - 1º turno                                              | -                                                                     |                                                                       |
| 22-6-2019                                                             | Cleveland                                                             | Guyana                                                                | 2 – 4                                                                 | Panama                                                                | Gold Cup 2019 - 1º turno                                              | 1                                                                     |                                                                       |
| 30-6-2019                                                             | Filadelfia                                                            | Giamaica                                                              | 1 – 0                                                                 | Panama                                                                | Gold Cup 2019 - Quarti di finale                                      | -                                                                     |                                                                       |
| 5-9-2019                                                              | Devonshire                                                            | Bermuda                                                               | 1 – 4                                                                 | Panama                                                                | CONCACAF Nations League 2019-2020 - 2º turno                          | -                                                                     |                                                                       |
| 8-9-2019                                                              | Panama                                                                | Panama                                                                | 0 – 2                                                                 | Bermuda                                                               | CONCACAF Nations League 2019-2020 - 2º turno                          | -                                                                     |                                                                       |
| 25-3-2021                                                             | Santo Domingo                                                         | Panama                                                                | 1 – 0                                                                 | Barbados                                                              | Qual. Mondiali 2022                                                   | -                                                                     |                                                                       |
| 28-3-2021                                                             | Santo Domingo                                                         | Dominica                                                              | 1 – 2                                                                 | Panama                                                                | Qual. Mondiali 2022                                                   | -                                                                     |                                                                       |
| 9-6-2021                                                              | Panama                                                                | Panama                                                                | 3 – 0                                                                 | Rep. Dominicana                                                       | Qual. Mondiali 2022                                                   | -                                                                     |                                                                       |
| 12-6-2021                                                             | Panama                                                                | Panama                                                                | 2 – 1                                                                 | Curaçao                                                               | Qual. Mondiali 2022                                                   | -                                                                     |                                                                       |
| 15-6-2021                                                             | Willemstad                                                            | Curaçao                                                               | 0 – 0                                                                 | Panama                                                                | Qual. Mondiali 2022                                                   | -                                                                     |                                                                       |
| 30-6-2021                                                             | Nashville                                                             | Messico                                                               | 3 – 0                                                                 | Panama                                                                | Amichevole                                                            | -                                                                     | 62’                                                                   |
| 13-7-2021                                                             | Houston                                                               | Qatar                                                                 | 3 – 3                                                                 | Panama                                                                | Gold Cup 2021 - 1º turno                                              | 1                                                                     |                                                                       |
| 17-7-2021                                                             | Houston                                                               | Panama                                                                | 2 – 3                                                                 | Honduras                                                              | Gold Cup 2021 - 1º turno                                              | 1                                                                     |                                                                       |
| 2-9-2021                                                              | Panama                                                                | Panama                                                                | 0 – 0                                                                 | Costa Rica                                                            | Qual. Mondiali 2022                                                   | -                                                                     |                                                                       |
| 5-9-2021                                                              | Kingston                                                              | Giamaica                                                              | 0 – 3                                                                 | Panama                                                                | Qual. Mondiali 2022                                                   | -                                                                     | 65’                                                                   |
| 8-9-2021                                                              | Panama                                                                | Panama                                                                | 1 – 1                                                                 | Messico                                                               | Qual. Mondiali 2022                                                   | -                                                                     |                                                                       |
| 7-10-2021                                                             | San Salvador                                                          | El Salvador                                                           | 1 – 0                                                                 | Panama                                                                | Qual. Mondiali 2022                                                   | -                                                                     |                                                                       |
| 10-10-2021                                                            | Panama                                                                | Panama                                                                | 1 – 0                                                                 | Stati Uniti                                                           | Qual. Mondiali 2022                                                   | -                                                                     |                                                                       |
| 13-10-2021                                                            | Toronto                                                               | Canada                                                                | 4 – 1                                                                 | Panama                                                                | Qual. Mondiali 2022                                                   | -                                                                     | 26’                                                                   |
| 12-11-2021                                                            | San Pedro Sula                                                        | Honduras                                                              | 2 – 3                                                                 | Panama                                                                | Qual. Mondiali 2022                                                   | -                                                                     | cap.                                                                  |
| 16-11-2021                                                            | Panama                                                                | Panama                                                                | 2 – 1                                                                 | El Salvador                                                           | Qual. Mondiali 2022                                                   | -                                                                     |                                                                       |
| 27-1-2022                                                             | San José                                                              | Costa Rica                                                            | 1 – 0                                                                 | Panama                                                                | Qual. Mondiali 2022                                                   | -                                                                     |                                                                       |
| 30-1-2022                                                             | Panama                                                                | Panama                                                                | 3 – 2                                                                 | Giamaica                                                              | Qual. Mondiali 2022                                                   | 1                                                                     |                                                                       |
| 2-2-2022                                                              | Città del Messico                                                     | Messico                                                               | 1 – 0                                                                 | Panama                                                                | Qual. Mondiali 2022                                                   | -                                                                     | 89’                                                                   |
| 27-3-2022                                                             | Orlando                                                               | Stati Uniti                                                           | 5 – 1                                                                 | Panama                                                                | Qual. Mondiali 2022                                                   | -                                                                     | 57’                                                                   |
| 30-3-2022                                                             | Panama                                                                | Panama                                                                | 1 – 0                                                                 | Canada                                                                | Qual. Mondiali 2022                                                   | -                                                                     | 15’                                                                   |
| 2-6-2022                                                              | Panama                                                                | Panama                                                                | 2 – 0                                                                 | Costa Rica                                                            | CONCACAF Nations League 2022-2023 - 1º turno                          | -                                                                     |                                                                       |
| 12-6-2022                                                             | Fort-de-France                                                        | Martinica                                                             | 0 – 0                                                                 | Panama                                                                | CONCACAF Nations League 2022-2023 - 1º turno                          | -                                                                     |                                                                       |
| 28-3-2023                                                             | San José                                                              | Costa Rica                                                            | 0 – 1                                                                 | Panama                                                                | CONCACAF Nations League 2022-2023 - 1º turno                          | -                                                                     | 78’                                                                   |
| 10-6-2023                                                             | Penonomé                                                              | Panama                                                                | 3 – 2                                                                 | Nicaragua                                                             | Amichevole                                                            | -                                                                     | cap.                                                                  |
| 15-6-2023                                                             | Paradise                                                              | Panama                                                                | 0 – 2                                                                 | Canada                                                                | CONCACAF Nations League 2022-2023 - Semifinale                        | -                                                                     | 46’ 89’                                                               |
| 26-6-2023                                                             | Fort Lauderdale                                                       | Costa Rica                                                            | 1 – 2                                                                 | Panama                                                                | Gold Cup 2023 - 1º turno                                              | -                                                                     | 85’                                                                   |
| 30-6-2023                                                             | Harrison                                                              | Martinica                                                             | 1 – 2                                                                 | Panama                                                                | Gold Cup 2023 - 1º turno                                              | -                                                                     | 74’                                                                   |
| 8-7-2023                                                              | Arlington                                                             | Panama                                                                | 4 – 0                                                                 | Qatar                                                                 | Gold Cup 2023 - Quarti di finale                                      | -                                                                     |                                                                       |
| 12-7-2023                                                             | San Diego                                                             | Stati Uniti                                                           | 1 – 1 dts (4 – 5 dtr)                                                 | Panama                                                                | Gold Cup 2023 - Semifinale                                            | -                                                                     | 90+1’                                                                 |
| 16-7-2023                                                             | Inglewood                                                             | Messico                                                               | 1 – 0                                                                 | Panama                                                                | Gold Cup 2023 - Finale                                                | -                                                                     | 61’                                                                   |
| 7-9-2023                                                              | Panama                                                                | Panama                                                                | 3 – 0                                                                 | Martinica                                                             | CONCACAF Nations League 2023-2024 - 1º turno                          | -                                                                     |                                                                       |
| 10-9-2023                                                             | Città del Guatemala                                                   | Guatemala                                                             | 1 – 1                                                                 | Panama                                                                | CONCACAF Nations League 2023-2024 - 1º turno                          | 1                                                                     |                                                                       |
| 13-10-2023                                                            | Willemstad                                                            | Curaçao                                                               | 1 – 2                                                                 | Panama                                                                | CONCACAF Nations League 2023-2024 - 1º turno                          | -                                                                     | cap.                                                                  |
| 17-10-2023                                                            | Panama                                                                | Panama                                                                | 3 – 0                                                                 | Guatemala                                                             | CONCACAF Nations League 2023-2024 - 1º turno                          | -                                                                     | cap. 55’                                                              |
| 21-3-2024                                                             | Arlington                                                             | Panama                                                                | 0 – 3                                                                 | Messico                                                               | CONCACAF Nations League 2023-2024 - Semifinale                        | -                                                                     | 17’                                                                   |
| 6-6-2024                                                              | Panama                                                                | Panama                                                                | 2 – 0                                                                 | Guyana                                                                | Qual. Mondiali 2026                                                   | -                                                                     | 79’                                                                   |
| 9-6-2024                                                              | Managua                                                               | Montserrat                                                            | 1 – 3                                                                 | Panama                                                                | Qual. Mondiali 2026                                                   | -                                                                     |                                                                       |
| 16-6-2024                                                             | Panama                                                                | Panama                                                                | 0 – 1                                                                 | Paraguay                                                              | Amichevole                                                            | -                                                                     |                                                                       |
| 23-6-2024                                                             | Miami Gardens                                                         | Uruguay                                                               | 3 – 1                                                                 | Panama                                                                | Coppa America 2024 - 1º turno                                         | -                                                                     | cap.                                                                  |
| 27-6-2024                                                             | Atlanta                                                               | Panama                                                                | 2 – 1                                                                 | Stati Uniti                                                           | Coppa America 2024 - 1º turno                                         | -                                                                     | cap.                                                                  |
| 1-7-2024                                                              | Orlando                                                               | Bolivia                                                               | 1 – 3                                                                 | Panama                                                                | Coppa America 2024 - 1º turno                                         | -                                                                     | cap.                                                                  |
| 6-7-2024                                                              | Glendale                                                              | Colombia                                                              | 5 – 0                                                                 | Panama                                                                | Coppa America 2024 - Quarti di finale                                 | -                                                                     | cap. 83’                                                              |
| 10-6-2025                                                             | Panama                                                                | Panama                                                                | 3 – 0                                                                 | Nicaragua                                                             | Qual. Mondiali 2026                                                   | 1                                                                     | 67’                                                                   |
| 16-6-2025                                                             | Carson                                                                | Panama                                                                | 5 – 2                                                                 | Guadalupa                                                             | Gold Cup 2025 - 1° turno                                              | -                                                                     | 67’                                                                   |
| 28-6-2025                                                             | Glendale                                                              | Panama                                                                | 1 – 1 (4 – 5 dtr)                                                     | Honduras                                                              | Gold Cup 2025 - Quarti di finale                                      | -                                                                     | 90+3’                                                                 |
| Totale                                                                |                                                                       | Presenze                                                              | 97                                                                    |                                                                       | Reti                                                                  | 7                                                                     |                                                                       |

## Palmarès

### Club

#### Competizioni statali
- Campionato Goiano: 1

Vila Nova: 2025